# Semiothisa masonata
Semiothisa masonata là một loài bướm đêm trong họ Geometridae.